# Fulmar (foguete)

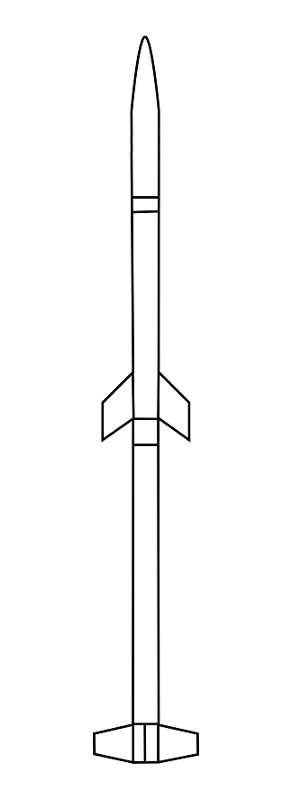
Um foguete Fulmar.

Fulmar, é um foguete de sondagem de origem britânica, fabricado pela empresa Bristol Aerojet Ltd.
Em meados da década de 70, ficou claro que havia a necessidade de um foguete intermediário, entre o Petrel e o Skylark, para o programa SRC, voltado para estudos geofísicos em altas latitudes.
Para atender essa necessidade, a empresa Bristol Aerojet Ltd, desenvolveu uma nova versão do foguete INTA-300 (Flamenco), que ela mesmo havia desenvolvido para o
INTA da Espanha. O foguete Fulmar, consistia de um motor Heron de 107 kN no primeiro estágio e um motor Snipe de
16,7 kN no segundo, usando uma coifa para a carga útil, ligeiramente mais longa.
Seis lançamentos desse foguete ocorreram entre 1976 e 1979 a partir do Centro de Lançamento de Andøya. O primeiro não atingiu o apogeu esperado, o penúltimo foi considerado como "sucesso parcial", e o último uma falha. Devido a esses problemas o projeto foi abandonado.

## Características
O Fulmar, era um foguete de dois estágios (1 x Heron + 1 x Snipe), movido a combustível sólido, com as seguintes características:
- Altura: 7,47 m
- Diâmetro: 26 cm
- Massa total: 500 kg
- Carga útil:
- Apogeu: 250 km
- Estreia: 21 de novembro de 1976
- Último: 19 de março de 1979
- Lançamentos: 6